# Saint-Michel-de-la-Roë
Saint-Michel-de-la-Roë ist eine französische Gemeinde mit 255 Einwohnern (Stand: 1. Januar 2022) im Département Mayenne in der Region Pays de la Loire. Die Gemeinde gehört zum Kanton Cossé-le-Vivien im Arrondissement Château-Gontier. Die Einwohner werden Saint-Erblonnais genannt.

## Geografie
Saint-Michel-de-la-Roë liegt etwa 38 Kilometer südwestlich von Laval. Umgeben wird Saint-Michel-de-la-Roë von den Nachbargemeinden Fontaine-Couverte im Nordwesten und Norden, La Roë im Norden, Ballots im Nordosten und Osten, La Selle-Craonnaise im Osten und Südosten, Saint-Aignan-sur-Roë im Süden sowie Brains-sur-les-Marches im Nordwesten und Westen.

## Bevölkerungsentwicklung
| Jahr                       | 1962 | 1968 | 1975 | 1982 | 1990 | 1999 | 2006 | 2019 |
| -------------------------- | ---- | ---- | ---- | ---- | ---- | ---- | ---- | ---- |
| Einwohner                  | 216  | 188  | 176  | 151  | 134  | 166  | 147  | 260  |
| Quellen: Cassini und INSEE |      |      |      |      |      |      |      |      |

## Sehenswürdigkeiten

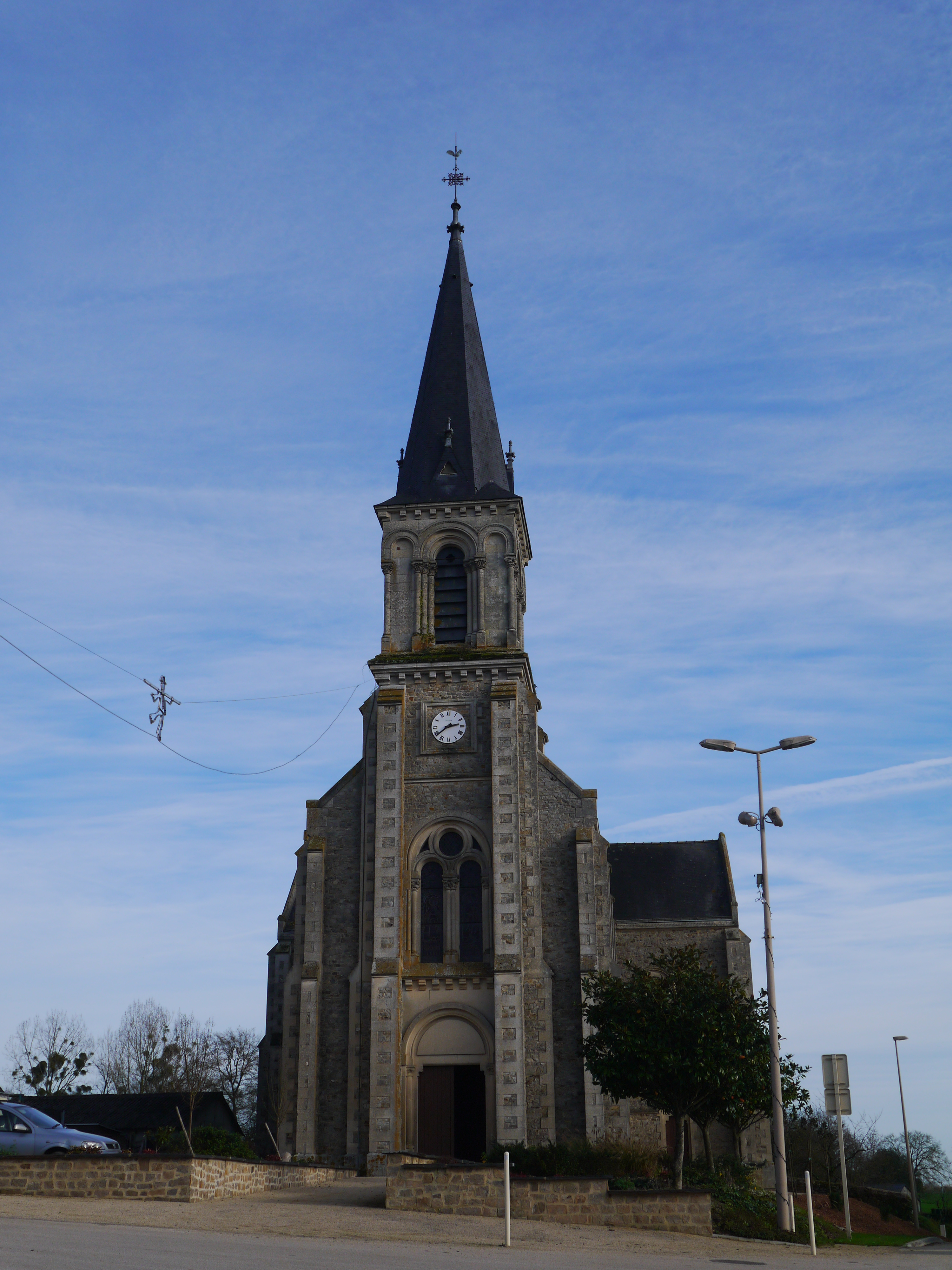
Kirche Saint-Michel

- Kirche Saint-Michel